# International Royal Cup 2015
La primera edición de la International Royal Cup de 2015 se disputó entre los días 16 y 18 de enero de 2015 en el Estadio Oba, Alanya, Turquía, contando con la participación de cuatro equipos invitados. La competencia fue organizada y promovida por SportPARK. Participaron Galatasaray y Beşiktaş de Turquía, Guaratinguetá de Brasil (Inscripto como Instituto Neymar Jr.) y la Reserva del River Plate de Argentina.

## Equipos participantes
| Turquía   |  | Galatasaray        |  |
| Turquía   |  | Beşiktaş           |  |
| Brasil    |  | Guaratinguetá      |  |
| Argentina |  | River Plate sub-20 |  |

## Cuadro
|  | Semifinales        | Semifinales        |   |               | Final        | Final       |  |
|  | 16 y 17 de enero   | 16 y 17 de enero   |   |               | 18 de enero  | 18 de enero |  |
|  |                    |                    |   |               |              |             |  |
|  |                    |                    |   |               |              |             |  |
|  | Guaratinguetá      | 0                  |   |               |              |             |  |
|  | Beşiktaş           | 1                  |   |               |              |             |  |
|  |                    |                    |   |               |              |             |  |
|  |                    |                    |   |               |              |             |  |
|  |                    |                    |   |               | Beşiktaş     | 4           |  |
|  |                    | River Plate sub-20 | 3 |               |              |             |  |
|  |                    |                    |   |               |              |             |  |
|  |                    |                    |   |               |              |             |  |
|  |                    |                    |   |               | Tercer lugar |             |  |
|  |                    |                    |   | 18 de enero   |              |             |  |
|  | River Plate sub-20 | 1 (6)              |   | Guaratinguetá | 0            |             |  |
|  | Galatasaray        | 1 (5)              |   |               | Galatasaray  | 6           |  |

### Semifinales
| 16 de enero de 2015, 20:00 (UTC+2) | Guaratinguetá | 0:1 (0:1) | Beşiktaş       | Estadio Oba, Alanya |  |
|                                    |               |           | Nei 42' (a.g.) |                     |  |

| 17 de enero de 2015, 20:00 (UTC+2) | River Plate sub-20                                                                                                | 1:1 (0:1) (6 – 5 p.)       | Galatasaray                                                                                     | Estadio Oba, Alanya |  |
|                                    | Braian Molina 87'                                                                                                 |                            | Pandev 40'                                                                                      |                     |  |
|                                    | | Tiros desde el punto penal |                                                                                                 |                     |  |
|                                    | Nicolás Gómez · Emiliano Agüero · Carlos Ruiz · Luciano Romero · Emmanuel Martínez · Claudio Salto · Julio Zúñiga |                            | Selçuk İnan · Wesley Sneijder · Olcan Adın · Felipe Melo · Sabri Sarıoğlu · Bruma · Alex Telles |                     |  |

### Tercer Puesto
| 18 de enero de 2015, 14:00 (UTC+2) | Guaratinguetá | 0:6 (0:3) | Galatasaray                                                                                                 | Estadio Oba, Alanya |  |
|                                    |               |           | Emre Çolak 10' · Bruma 13' · Emre Can Coşkun 30' · Hamit Altıntop 73' · Sinan Gümüş 77' · Yasin Öztekin 87' |                     |  |

### Final
| 18 de enero de 2015, 20:00 (UTC+2) | Beşiktaş                                                           | 4:3 (1:2) | River Plate sub-20                                             | Estadio Oba, Alanya |  |
|                                    | José Sosa 19' · Braian Molina 42' (a.g.) · Demba Ba 66' 79' (pen.) |           | Emmanuel Martínez 22' · Nicolás Gómez 25' · Luciano Romero 81' |                     |  |

### Campeón
| Bandera de Turquía  |
| Beşiktaş 1.º título |

## Goleadores
| Demba Ba                                  | Beşiktaş           | 2 |
| G. Pandev                                 | Galatasaray        | 1 |
| B. Molina                                 | River Plate Sub-20 | 1 |
| E. Çolak                                  | Galatasaray        | 1 |
| Bruma                                     | Galatasaray        | 1 |
| E. Can Coşkun                             | Galatasaray        | 1 |
| H. Altıntop                               | Galatasaray        | 1 |
| S. Gümüş                                  | Galatasaray        | 1 |
| Y. Öztekin                                | Galatasaray        | 1 |
| J. Sosa                                   | Beşiktaş           | 1 |
| E. Martínez                               | River Plate Sub-20 | 1 |
| N. Gómez                                  | River Plate Sub-20 | 1 |
| L. Romero                                 | River Plate Sub-20 | 1 |
| Última actualización: 18 de enero de 2015 |                    |   |